# Omero Antonutti
Omero Antonutti (Basiliano, 1935. augusztus 3. – Udine, 2019. november 5.) olasz színész, szinkronszínész.

## Filmjei
Mozifilmek
- Schwarzer Markt der Liebe (1966)
- Le piacevoli notti (1966)
- Fatevi vivi, la polizia non interverrà (1974)
- Anno uno (1974)
- Gyorsított eljárás (Processo per direttissima) (1974)
- A vasárnapi nő (La donna della domenica) (1975)
- Apámuram (Padre padrone) (1977)
- A róka szemében (La verdad sobre el caso Savolta) (1980)
- O Megalexandros (1980)
- Emlékek, gyökerek (Matlosa) (1981)
- Szent Lőrinc éjszakája (La notte di San Lorenzo) (1982)
- Grog (1982)
- Il quartetto Basileus (1983)
- Dél (El sur) (1983)
- A dezertőr (Il disertore) (1983)
- Káosz (Kaos) (1984)
- Jó reggelt, Babilónia (Good Morning, Babylon) (1987)
- El Dorado (1988)
- La visione del sabba (1988)
- Bankomatt (1989)
- Doblones de a ocho (1990)
- Sandino (1991)
- Egyszerű történet (Una storia semplice) (1991)
- Solitud (1991)
- Tőrbe csalva (El maestro de esgrima) (1992)
- Farinelli, a kasztrált (Farinelli) (1994)
- Hétköznapi hősök (Un eroe borghese) (1995)
- A határ (La frontiera) (1996)
- Te nevetsz (Tu ridi) (1998)
- Tierra del fuego (2000)
- I banchieri di Dio (2002)
- Napoleón (N (Io e Napoleone))] (2006)
- A tó leánya (La ragazza del lago) (2007)
- Miracle at St. Anna (2008)
- Egy mészárlás regénye (Romanzo di una strage) (2012)
- Benvenuto Presidente! (2013)
- Hová tűnt Leonardo? (Pecore in erba) (2015)

Tv-filmek
- Una delle ultime sere del carnevale (1970)
- Verdi (1982)
- Mio figlio non sa leggere (1984)
- El rey y la reina (1986)
- A végnapok királya (König der letzten Tage) (1993)
- A Biblia: A teremtés és a vízözön (Genesi: La creazione e il diluvio) (1994)
- Jégbezárt emlék (Cristallo di rocca - Una storia di Natale) (1999)
- A meisseni titok (El secreto de la porcelana) (1999)
- Szerencsefiak (Come quando fuori piove) (2000)
- Határok nélkül (Senza confini) (2001)
- Il Pirata: Marco Pantani (2007)
- Rebecca, az első feleség (Rebecca, la prima moglie) (2008)